# Mur vegetal (La Défense)
El Mur vegetal és un treball de Patrick Blanc del 2006. És una de les obres d'art de la Défense, a França: es troba en una façana a l'entrada del centre comercial Les Quatre Temps. Consisteix en un mur vegetal.